# Cercyon borealis
Cercyon borealis är en skalbaggsart som beskrevs av Baranowski 1985. Cercyon borealis ingår i släktet Cercyon, och familjen palpbaggar. Arten är reproducerande i Sverige.